# Coffee County, Alabama
Coffee County är ett county i den amerikanska delstaten Alabama. 2012 uppskattades countyt ha 51 252 invånare. De administrativa huvudorterna (county seats) är Elba och Enterprise.

## Geografi
2013 hade countyt en total area på 1 762,48 km². 1 758,57 km² av arean var land och 3,91 km² var vatten.
En mindre del av Fort Rucker är belägen i countyt. 

### Angränsande countyn
- Pike County - nord
- Dale County - öst
- Geneva County - syd
- Covington County - väst
- Crenshaw County - nordväst

### Orter
- Elba (huvudort)
- Enterprise (delvis i Dale County)
- Kinston
- New Brockton